# Гиннесс, Руперт, 2-й граф Айви
Руперт Эдвард Сесил Ли Гиннесс, 2-й граф Айви (англ. Rupert Edward Cecil Lee Guinness, 2nd Earl of Iveagh; 29 марта 1874 — 14 сентября 1967) — англо-ирландский бизнесмен, политик, гребец и филантроп. Он занимал пост 20-го ректора Дублинского университета с 1927 по 1963 год, сменив своего отца, который был канцлером с 1908 по 1927 год.

## Биография
Родился 29 марта 1874 года в Лондоне. Старший сын Эдварда Гиннесса, 1-го графа Айви (1847—1927), и Аделаиды Мэри Гиннесс (1844—1916), дочери адвоката и политика Ричарда Сэмюэла Гиннесса (1797—1857).
Руперт Гиннесс получил образование в Итонском колледже и Тринити-колледже Кембриджа. Он был лейтенантом 1-го лондонского добровольческого батальона, а в марте 1900 года пошёл добровольцем на действительную службу в Южной Африке во время Второй англо-бурской войны, где он служил в Ирландском госпитальном корпусе. Он получил место члена парламента от юнионистов в 1908—1910 годах от избирательного округа Хаггерстон в Ист-Энде в (ранее принадлежавшего либералам) на дополнительных выборах 1908 года. Он потерял это место в 1910 году и с 1912 по 1927 год был депутатом парламента от Саутенда. Он служил капитаном Королевского военно-морского добровольческого резерва и был первым командиром президента HMS (Лондонская дивизия RNVR) с 1903 по 1920 год. В 1927 году он сменил своего отца на посту графа Айви и председателя семейного пивоваренного бизнеса в Дублине и в течение тридцати пяти лет руководил её консолидацией внутри страны и расширением за рубежом, открыв пивоварни в Лондоне, Нигерии и Малайе.
Заядлый агроном, он ловко превратил бесплодное песчаное поместье в Элведене в графстве Саффолк в продуктивную ферму, десятилетиями вспахивая пивоваренное зерно, создавая тем самым гумус.
К этому времени Руперт заработал репутацию способного политика и горячего сторонника науки. Лорд Айви ранее убедил своего отца создать Фонд Листера по профилактической медицине и входил в состав управляющего совета; он заинтересовался Институтом микробиологии Райта-Флеминга. Руперт также помог сформировать Ассоциацию производителей молока, проверенного на туберкулин, занимающуюся искоренением туберкулеза, инфицированного крупного рогатого скота, и сыграл важную роль в создании Национального института исследований молочного животноводства в Шинфилде, Беркшир.
В 1927 году несколько наиболее способных студентов приехали из Сельскохозяйственного института Чадакра, чтобы помочь ему в преобразовании поместья Элведен и помочь ему с его революционными идеями. Самым ярким из них был 21-летний Виктор Харрисон, прибывший в 1933 году. Чадакр окончательно закрылся в 1989 году, но трест продолжает действовать и по сей день под председательством нынешнего лорда Айви. Его доходы используются для поддержки сельскохозяйственных исследований.
Лорд Айви понял, что землю необходимо сделать более прибыльной и потребуется навоз, и поэтому в 1932 году он начал закупать молочный скот, оставляя только тех, кто прошёл тест на туберкулез. В 1927 году коров было 120, в 1962 году — 715 плюс 816 молодняка. Лорд и леди Айви проявили большой интерес к своим молочным стадам и подготовили «генеалогическое древо», которое регулярно обновлялось, для каждого животного, находившегося в их владении.
Он пожертвовал щедрые суммы больницам Дублина, а в 1939 году подарил правительству свою дублинскую резиденцию Айви-Хаус (Сент-Стивенс-Грин, 80), ныне Министерство иностранных дел, а сады передал UCD.

## Вторая мировая война
С началом войны Министерство сельского хозяйства инициировало кампанию по распашке в рамках «Военных усилий». Лорд Айви согласился увеличить посевные площади в соответствии с просьбой. Было вспахано 600 акров (2,4 км²), из которых 200 акров (0,8 км²) составляли люцернские поля, а остальные старые земли, использовавшиеся для охоты и вышедшие из обработки. Это оказалось обескураживающим: урожай не смог покрыть расходы на его выращивание. В следующем году лорда Айви попросили вспахать ещё 1000 акров (4 км²), и он согласился сделать попытку, хотя предыдущие попытки оказались безуспешными. Все приходилось ограждать от кроликов, а проволоку было трудно достать.
Новая площадка принесла больше урожая, чем ожидалось, но позже всему проекту был нанесен серьёзный удар. Военное министерство объявило о своем намерении использовать большую территорию поместья в качестве танкового полигона, и, несмотря на необходимость производства продуктов питания, многие новые посевы были уничтожены, а заборы снесены, что позволило проникнуть кроликам, которые были более разрушительными. чем танки. После того, как был нанесен большой ущерб, было решено отгородить небольшие участки земли для обработки. Ценность эксперимента по вспашке была в значительной степени потеряна, и огромное количество столь необходимой еды было выброшено впустую. Не испугавшись, лорд Айви получил разрешение военного министерства обрабатывать части реквизированных земель, которые почти не использовались, и к концу войны вернул себе большую часть утраченных земель, которые были успешно убраны. Поля также были увеличены ещё на 1000 акров (4 км²). Часть дополнительной площади была получена на старых пастбищах, но большая часть была получена из ранее нетронутых пустошей.
Его единственный сын, Артур Онслоу Эдвард Гиннесс, виконт Элведен, погиб в бою в Бельгии в 1945 году, став несчастливой жертвой ракетного удара Фау-2.

## Послевоенный период
В течение нескольких лет Комиссия по лесному хозяйству желала использовать части поместья Элведен для расширения Тетфордского леса, но успех лорда Айви в сельском хозяйстве привел к урегулированию спора в его пользу в 1952 году.
Именно во время правления Руперта началась Книга рекордов Гиннесса. Пивоварня всегда находилась в поиске хороших рекламных идей, чтобы привлечь внимание общественности к имени Гиннесса. Одна из этих идей возникла, когда сэр Хью Бивер, тогдашний управляющий директор, отправился на охотничью вечеринку в 1951 году. что книга, изданная «Гиннессом», дающая ответы на такого рода вопросы, может оказаться популярной. Идея сэра Хью стала реальностью, когда близнецам МакВиртер, Норрису и Россу, руководившим агентством по установлению фактов в Лондоне, было поручено составить то, что впоследствии стало Книгой рекордов Гиннеса. Первое издание было опубликовано в 1955 году и к Рождеству того же года возглавило британские списки бестселлеров. С тех пор Книга рекордов Гиннеса стала нарицательным, а книга была продана тиражом более 80 миллионов экземпляров в 77 разных странах и на 38 разных языках. Это также способствовало успеху телевизионных шоу по всему миру и запуску веб-сайта guinnessworldrecords.com в 2000 году.
Руперт стал рыцарем-компаньоном Ордена Подвязки в 1955 году.
Он ушёл из Книги рекордов Гиннесса в 1962 году в пользу своего внука, лорда Элведена, и был избран в ФРС в марте 1964 года в возрасте девяноста лет за заслуги перед наукой и сельским хозяйством. Лорд Айви умер во сне в своем доме в Уокинге, графство Суррей, 14 сентября 1967 года.

## Семья

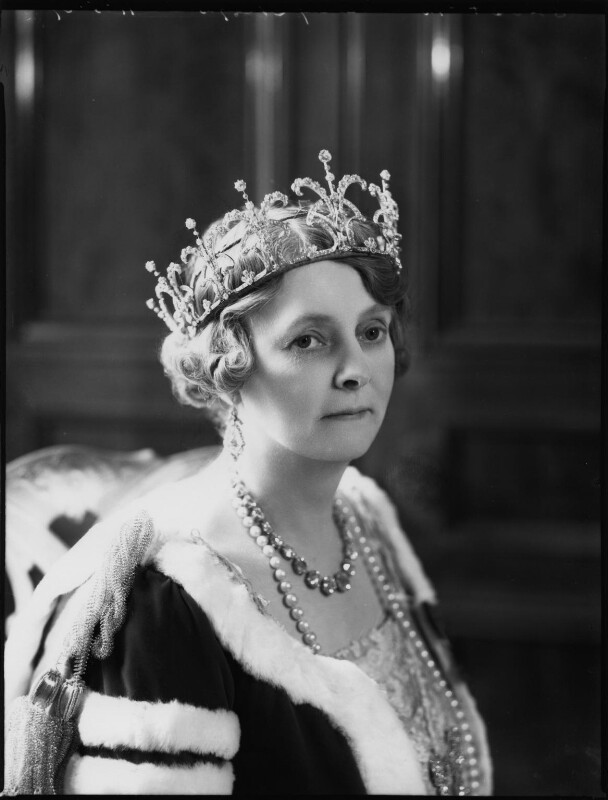
Гвендолен Гиннесс, графиня Айви

8 октября 1903 года Руперт Гиннесс женился на леди Гвендолен Онслоу (22 июля 1881 — 16 февраля 1966), дочери Уильяма Онслоу, 4-го графа Онслоу (1853—1911), которая сменила его на посту члена парламента от Саутенд-он-Си. У них было пятеро детей:
- Ричард Гиннесс (15 октября 1906 — 17 октября 1906)
- Леди Хонор Дороти Мэри Гиннесс (1909 — 2 ноября 1976), в 1933 году вышла замуж первым браком за сэра Генри Ченнона[англ.], но в 1945 году они развелись. У них родился один сын. В 1946 году она снова вышла замуж за флайт-лейтенанта Франтишека Швейдара.
  - Генри Пол Гиннесс Ченнон, барон Келведон[англ.] (9 октября 1935 — 27 января 2007), в 1963 году женился на Ингрид Уиндем. У них трое детей.
- Артур Гиннесс, виконт Элведен (8 мая 1912 — 8 февраля 1945), в 1936 году женился на леди Элизабет Хар. У них трое детей, девять внуков и девять правнуков.
  - Бенджамин Гиннесс, 3-й граф Айви (20 мая 1937 — 18 июня 1992). В 1963 году он женился на Миранде Смайли, и они развелись в 1984 году. У них четверо детей и девять внуков:
    - Леди Эмма Лавиния Гиннесс (7 декабря 1963 г.), в 1995 году вышла замуж за Джеймса Барнарда. У них было двое сыновей.
    - Леди Луиза Джейн Гиннесс (20 февраля 1967 г.), в 2001 году вышла замуж за Руперта Улота. У них трое детей.
    - Эдвард Гиннесс, 4-й граф Айви (род. 10 августа 1969), в 2001 году женился на Клэр Хэзелл. У них есть сын:
      - Артур Бенджамин Джеффри Гиннесс, виконт Элведен (род. 6 января 2003)

    - Достопочтенный Рори Майкл Бенджамин Гиннесс (12 декабря 1974 г.), женился на Мире Майни в 2006 году. У них трое детей.

  - Леди Элизабет Мария Гиннесс (род. 31 октября 1939), в 1960 году вышла замуж за Дэвида Ньюджента, но в 1990 году они развелись. У них четверо детей. В 1992 году она снова вышла замуж за Роберта Мэйс-Смита.
  - Леди Генриетта Гиннесс (19 августа 1942 — 3 мая 1978), в 1978 году вышла замуж за Луиджи Маринори, от брака с которым у неё была дочь.
- Леди Патрисия Флоренс Сьюзен Гиннесс (3 марта 1918 — 14 мая 2001), в 1938 году вышла замуж за 1-го виконта Бойда из Мертона.
- Леди Бриджит Кэтрин Рэйчел Гиннесс[англ.] (30 июля 1920 — 8 марта 1995), в 1945 году вышла замуж за принца Фредерика Прусского. У них пятеро детей, пятнадцать внуков и семь правнуков. В 1967 году она повторно вышла замуж за майора Энтони Патрика Несса.

## Гребля
Руперт Гиннесс начал заниматься греблей в Итоне; он выиграл школьные соревнования по гребле в 1892 году и входил в восьмерку Итона, которая выиграла женский турнир на Королевской регате в Хенли в 1893 году. В Кембридже он присоединился к лодочному клубу «Третья Троица», но, согласно его изображению, сделанному ручкой на Vanity Fair: ему не повезло, у него развилась сердечная слабость, которая помешала ему занять место в кембриджской восьмерке".
Будучи студентом, он присоединился к Гребному клубу Темзы, чтобы иметь лондонскую базу для тренировок с Биллом Истом, английским чемпионом по гребле среди профессионалов 1891 года.
Благодаря тренировкам с Истом он стал успешным гребцом, вступил в клуб Leander и выиграл турнир Diamond Challenge Sculls в Хенли в 1895 и 1896 годах, а также турнир Wingfield Sculls, на любительском чемпионате по гребле на Темзе и Великобритания, 1896 год. Гребная лодка, на которой он это сделал, сейчас висит в Музее реки и гребли в Хенли-он-Темс.
Он был президентом гребного клуба Темзы с 1911 года до своей смерти, а также был первым президентом клуба Ременхэма с 1914 по 1938 год.
В июне 1902 года он был на борту немецкого торпедного катера S. 42, когда он затонул у Куксхафена после того, как его случайно переехал пароход SS Frisby. Гиннессу разрешили пройти на торпедном катере из Гельголанда в Куксхафен, возвращаясь с яхтенной гонки из Дувра в Гельголанд, и он выжил невредимым, хотя капитан и несколько немецких членов экипажа утонули.